# ماري روبرتس كوليدغ
ماري روبرتس كوليدغ (بالإنجليزية: Mary Roberts Coolidge)‏ هي عالمة اجتماع وكاتِبة أمريكية، ولدت في 1860، وتوفيت في 1945.